# Capanemia brachycion
Capanemia brachycion là một loài thực vật có hoa trong họ Lan. Loài này được (Griseb.) Schltr. mô tả khoa học đầu tiên năm 1918.